# Giacomo Vismara
Pour les articles homonymes, voir Vismara.
Giacomo Vismara (né le 15 décembre 1952  à Cenate Sopra) est un pilote de Rallye-raid italien, spécialiste de la catégorie camions.

## Biographie
Ce pilote italien détient le record de participations au Paris-Dakar, à 25 reprises.
En 1994, 1995 et 1996, il termine 8e du classement général, derrière un volant automobile cette fois.

## Palmarès au Rallye-raidParis-Dakar
| Participation | Année | Catégorie | Véhicule                 | Copilote                | Classement Camions où Général Automobiles | Classement général |
| ------------- | ----- | --------- | ------------------------ | ----------------------- | ----------------------------------------- | ------------------ |
| 1             | 1984  | Auto      | Range Rover              | Felice Agostini         | 60e                                       |                    |
| 2             | 1985  | Camion    | Unimog Mercedes          | Minelli                 | 4e                                        | 46e                |
| 3             | 1986  | Camion    | Unimog Mercedes          | Minelli                 | 1er                                       | 25e                |
| 4             | 1987  | Camion    | Unimog Mercedes          | Minelli-Renato Pozzetto | 5e                                        | 41e                |
| 5             | 1988  | Auto      | Land Rover               | Minelli                 | 29e                                       |                    |
| 6             | 1989  | Auto      |                          |                         | Abandon                                   |                    |
| 7             | 1990  | Auto      | Suzuki                   | Ambrogio Fogar          | 30e                                       |                    |
| 8             | 1991  | Auto      | Range Rover              | Ambrogio Fogar          | 23e                                       |                    |
| 9             | 1992  |           |                          |                         | Abandon                                   |                    |
| 10            | 1993  | Auto      | Land Rover               |                         | 9e                                        |                    |
| 11            | 1994  | Auto      | SsangYong                |                         | 8e                                        |                    |
| 12            | 1995  | Auto      | SsangYong                | Albiero                 | 8e                                        |                    |
| 13            | 1996  | Auto      | SsangYong                | Cambiaghi               | 8e                                        |                    |
| 14            | 1997  | Auto      | Vismar                   | Cambiaghi               | 14e                                       |                    |
| 15            | 1998  | Auto      | Land Rover               | Cambiaghi               | 31e                                       |                    |
| 16            | 1999  |           |                          |                         | Abandon                                   |                    |
| 17            | 2000  | Camion    | Unimog Mercedes          | Cambiaghi               | 20e                                       |                    |
| 20            | 2003  | Camion    | Unimog Mercedes          | Panseri-Sangalli        | Abandon                                   |                    |
| 21            | 2005  | Camion    | Unimog Mercedes          | Cambiaghi-Bellina       | 3e                                        |                    |
| 22            | 2006  | Camion    | Unimog Mercedes          | Cambiaghi               | 6e                                        |                    |
| 23            | 2007  | Camion    | Iveco                    | Cambiaghi-Chionni       | 12e                                       |                    |
| 24            | 2009  | Camion    | Unimog 400 Mercedes Benz | Giulio Verzeletti       | Rit.[Quoi ?]                              |                    |
| 25            | 2011  | Camion    | Unimog 400 Mercedes Benz | Fortuna                 | Abandon                                   |                    |

- Rallye des Pharaons: triple vainqueur (catégorie Trucks), en  2002, 2004 et 2006.